# Spy Hunter (videogioco 2012)
Spy Hunter è un videogioco di combattimento su veicoli sviluppato dalla TT Fusion e pubblicato dalla Warner Bros. Interactive Entertainment il 9 ottobre 2012, per PlayStation Vita e Nintendo 3DS.